# Кухня Кабо-Верде
Кухня Кабо-Верде представляет собой набор кулинарных традиций, характерных для стран Западной Африки, но с сильным влиянием португальской кухни, поскольку Кабо-Верде длительное время находилась под контролем Португалии.
Поскольку страна представляет собой архипелаг, расположенный в Атлантическом океане, большое значение в её кухне имеют рыба и морепродукты, например, тунец, омары и креветки. Из других белковых продуктов жители островов едят свинину, курицу, а также яйца. Мясо и птица обычно либо жарятся на гриле с различными маринадами и соусами, либо из них готовят рагу, например, местный вариант фейжоады.
В качестве гарниров употребляются кукуруза, бобовые, рис, картофель, маниок. Из овощей популярны морковь и капуста.
Кулинарным наследием португальцев в стране являются оливки и вино, которые приходится импортировать.
Из напитков популярно пиво, из крепкого спиртного — ром и коктейли на его основе.

## Популярные блюда
- Кускус
- Самоса
- Сыр с джемом или мёдом
- Фейжоада

На островах архипелага, в особенности на острове Сантьягу, было распространено употребление в пищу морских черепах, однако в 2002 году убийство и потребление черепах было запрещено указом правительства по экологическим причинам в соответствии с обязательствами, принятыми Кабо-Верде после присоединения к Конвенции о биологическом разнообразии.